# Clayton Daniels
Clayton Daniels, voorheen Clayton Jagers, (Kaapstad, 10 juli 1984) is een Zuid-Afrikaanse voetballer. Hij voetbalt bij Mamelodi Sundowns als verdediger.

## Clubcarrière

### Ajax Cape Town
Sinds 2006 zit hij bij de eerste selectie van Ajax Cape Town, de eerste twee jaar was hij echter zwaar geblesseerd. Daarna speelde hij als basisspeler in de hoofdmacht. In de voorbereiding van seizoen 2011/2012 uitgeleend aan AFC Ajax, dat besloot hem geen contract aan te bieden. Vervolgens kreeg hij de kans om bij SBV Vitesse een contract te verdienen, waar hij eveneens geen contract kreeg aangeboden. Hierop keerde Daniels terug naar Zuid-Afrika waar hij een contract tekende bij Mamelodi Sundowns.

## Carrièrestatistieken
| Seizoen | Club              | Land        | Competitie            | Wedstrijden | Doelpunten |
| ------- | ----------------- | ----------- | --------------------- | ----------- | ---------- |
| 2006/07 | Ajax Cape Town    | Zuid-Afrika | Premier Soccer League | 0           | 0          |
| 2007/08 | Ajax Cape Town    | Zuid-Afrika | Premier Soccer League | 0           | 0          |
| 2008/09 | Ajax Cape Town    | Zuid-Afrika | Premier Soccer League | 12          | 2          |
| 2009/10 | Ajax Cape Town    | Zuid-Afrika | Premier Soccer League | 17          | 0          |
| 2010/11 | Ajax Cape Town    | Zuid-Afrika | Premier Soccer League | 28          | 2          |
| 2011/12 | Mamelodi Sundowns | Zuid-Afrika | Premier Soccer League | 7           | 0          |
| Totaal  |                   |             |                       | 64          | 4          |